# Лийвес, Арди Ээрович
Арди Лийвес (эст. Ardi Liives, 31 августа 1929, Таллин — 9 декабря 1992, Таллин) — эстонский советский драматург.

## Биография
Родился в семье театрального музыканта.
В 1953 году окончил юридический факультет Тартуского университета. С 1953 по 1962 год работал журналистом в газете «Õhtuleht».
Лауреат Литературной премии Эстонской ССР имени Юхана Смуула (1980).
Жил в Таллине, ул. Кару, д. 18. Похоронен в Таллине на кладбище Лийва.

## Творчество
Как драматург разрабатывал гуманистические и нравственные вопросы, темы современной ему действительности, проблемы конфликта коллектива и индивидуальности.

## Экранизации
- 1967 — Венская почтовая марка — по одноимённой пьесе